# Кернас
Кернас — река в России, протекает в Макарьевском районе Костромской области. Устье реки находится в 89 км по левому берегу реки Белый Лух. Длина реки составляет 10 км.
Исток находится в лесах в 12 км к юго-востоку от села Тимошино близ границы с Нижегородской областью. Река течёт на северо-запад. Всё течение реки проходит по территории бывшего лагеря Унжлаг. Впадает в Белый Лух выше села Тимошино.

## Данные водного реестра
По данным государственного водного реестра России относится к Верхневолжскому бассейновому округу, водохозяйственный участок реки — Унжа от истока и до устья, речной подбассейн реки — Бассей притоков Волги ниже Рыбинского водохранилища до впадения Оки. Речной бассейн реки — (Верхняя) Волга до Куйбышевского водохранилища (без бассейна Оки).
По данным геоинформационной системы водохозяйственного районирования территории РФ, подготовленной Федеральным агентством водных ресурсов:
- Код водного объекта в государственном водном реестре — 08010300312110000016621
- Код по гидрологической изученности (ГИ) — 110001662
- Код бассейна — 08.01.03.003
- Номер тома по ГИ — 10
- Выпуск по ГИ — 0